# Список астероїдів (2201—2300)
| Назва                            | Тимчасове позначення | Дата відкриття    | Місце відкриття                            | Відкривач                                              |
| -------------------------------- | -------------------- | ----------------- | ------------------------------------------ | ------------------------------------------------------ |
| 2201 Oljato                      | 1947 XC              | 12 грудня 1947    | Ловеллівська обсерваторія                  | Г. Л. Джіклас                                          |
| 2202 Пеле (Pele)                 | 1972 RA              | 7 вересня 1972    | Обсерваторія Лік                           | А. Р. Клемола                                          |
| 2203 ван Рейн (van Rhijn)        | 1935 SQ1             | 28 вересня 1935   | Республіканська обсерваторія Йоганнесбурга | Гендрік ван Ґент                                       |
| 2204 Lyyli                       | 1943 EQ              | 3 березня 1943    | Турку                                      | Ірйо Вяйсяля                                           |
| 2205 Ґлінка (Glinka)             | 1973 SU4             | 27 вересня 1973   | КрАО                                       | Черних Людмила Іванівна                                |
| 2206 Ґаброва (Gabrova)           | 1976 GR3             | 1 квітня 1976     | КрАО                                       | Черних Микола Степанович                               |
| 2207 Antenor                     | 1977 QH1             | 19 серпня 1977    | КрАО                                       | Черних Микола Степанович                               |
| 2208 Пушкін (Pushkin)            | 1977 QL3             | 22 серпня 1977    | КрАО                                       | Черних Микола Степанович                               |
| 2209 Tianjin                     | 1978 US1             | 28 жовтня 1978    | Обсерваторія Цзицзіньшань                  | Обсерваторія Червона Гора                              |
| 2210 Лоїс (Lois)                 | 9597 P-L             | 24 вересня 1960   | Паломарська обсерваторія                   | К. Й. ван Гаутен, І. ван Гаутен-Ґроневельд, Т. Герельс |
| 2211 Хануман (Hanuman)           | 1951 WO2             | 26 листопада 1951 | Обсерваторія Маунт-Вілсон                  | Леланд Каннінгем                                       |
| 2212 Hephaistos                  | 1978 SB              | 27 вересня 1978   | КрАО                                       | Людмила Черних                                         |
| 2213 Міус (Meeus)                | 1935 SO1             | 24 вересня 1935   | Королівська обсерваторія Бельгії           | Ежен Жозеф Дельпорт                                    |
| 2214 Керол (Carol)               | 1953 GF              | 7 квітня 1953     | Обсерваторія Гейдельберг-Кеніґштуль        | К. В. Райнмут                                          |
| 2215 Сичуань (Sichuan)           | 1964 VX2             | 12 листопада 1964 | Обсерваторія Цзицзіньшань                  | Обсерваторія Червона Гора                              |
| 2216 Керч (Kerch)                | 1971 LF              | 12 червня 1971    | КрАО                                       | Смирнова Тамара Михайлівна                             |
| 2217 Ельтиген (Eltigen)          | 1971 SK2             | 26 вересня 1971   | КрАО                                       | Тамара Смирнова                                        |
| 2218 Вото (Wotho)                | 1975 AK              | 10 січня 1975     | Ціммервальдська обсерваторія               | Пауль Вільд                                            |
| 2219 Мануччі (Mannucci)          | 1975 LU              | 13 червня 1975    | Астрономічний комплекс Ель-Леонсіто        | Обсерваторія Фелікса Аґілара                           |
| 2220 Гікс (Hicks)                | 1975 VB              | 4 листопада 1975  | Паломарська обсерваторія                   | Е. Гелін                                               |
| 2221 Хілтон (Chilton)            | 1976 QC              | 25 серпня 1976    | Гарвардська обсерваторія                   | Гарвардська обсерваторія                               |
| 2222 Лермонтов (Lermontov)       | 1977 ST1             | 19 вересня 1977   | КрАО                                       | Черних Микола Степанович                               |
| 2223 Sarpedon                    | 1977 TL3             | 4 жовтня 1977     | Обсерваторія Цзицзіньшань                  | Обсерваторія Червона Гора                              |
| 2224 Тусон (Tucson)              | 2528 P-L             | 24 вересня 1960   | Паломарська обсерваторія                   | К. Й. ван Гаутен, І. ван Гаутен-Ґроневельд, Т. Герельс |
| 2225 Серковський (Serkowski)     | 6546 P-L             | 24 вересня 1960   | Паломарська обсерваторія                   | К. Й. ван Гаутен, І. ван Гаутен-Ґроневельд, Т. Герельс |
| 2226 Кунітца (Cunitza)           | 1936 QC1             | 26 серпня 1936    | Обсерваторія Гейдельберг-Кеніґштуль        | Альфред Борман                                         |
| 2227 Отто Струве (Otto Struve)   | 1955 RX              | 13 вересня 1955   | Обсерваторія Ґете Лінка                    | Університет Індіани                                    |
| 2228 Союз-Аполло (Soyuz-Apollo)  | 1977 OH              | 19 липня 1977     | КрАО                                       | Черних Микола Степанович                               |
| 2229 Мецарко (Mezzarco)          | 1977 RO              | 7 вересня 1977    | Ціммервальдська обсерваторія               | Пауль Вільд                                            |
| 2230 Юньнань (Yunnan)            | 1978 UT1             | 29 жовтня 1978    | Обсерваторія Цзицзіньшань                  | Обсерваторія Червона Гора                              |
| 2231 Дюррелл (Durrell)           | 1941 SG              | 21 вересня 1941   | Королівська обсерваторія Бельгії           | Сильвен Арен                                           |
| 2232 Алтай (Altaj)               | 1969 RD2             | 15 вересня 1969   | КрАО                                       | Б. Бурнашова                                           |
| 2233 Кузнєцов (Kuznetsov)        | 1972 XE1             | 3 грудня 1972     | КрАО                                       | Журавльова Людмила Василівна                           |
| 2234 Шмадель (Schmadel)          | 1977 HD              | 27 квітня 1977    | Обсерваторія Ла-Сілья                      | Ганс-Еміль Шустер                                      |
| 2235 Вітторе (Vittore)           | A924 GA              | 5 квітня 1924     | Обсерваторія Гейдельберг-Кеніґштуль        | К. В. Райнмут                                          |
| 2236 Австразія (Austrasia)       | 1933 FX              | 23 березня 1933   | Обсерваторія Гейдельберг-Кеніґштуль        | К. В. Райнмут                                          |
| 2237 Мельников (Melnikov)        | 1938 TB              | 2 жовтня 1938     | Сімеїз                                     | Неуймін Григорій Миколайович                           |
| 2238 Стешенко (Steshenko)        | 1972 RQ1             | 11 вересня 1972   | КрАО                                       | Черних Микола Степанович                               |
| 2239 Парацельс (Paracelsus)      | 1978 RC              | 13 вересня 1978   | Ціммервальдська обсерваторія               | Пауль Вільд                                            |
| 2240 Цай (Tsai)                  | 1978 YA              | 30 грудня 1978    | Гарвардська обсерваторія                   | Гарвардська обсерваторія                               |
| 2241 Alcathous                   | 1979 WM              | 22 листопада 1979 | Паломарська обсерваторія                   | Чарльз Коваль                                          |
| 2242 Балатон (Balaton)           | 1936 TG              | 13 жовтня 1936    | Обсерваторія Конколь                       | Дєрдь Кулін                                            |
| 2243 Лоннрот (Lonnrot)           | 1941 SA1             | 25 вересня 1941   | Турку                                      | Ірйо Вяйсяля                                           |
| 2244 Тесла (Tesla)               | 1952 UW1             | 22 жовтня 1952    | Белград                                    | Мілорад Протіч                                         |
| 2245 Гекатостос (Hekatostos)     | 1968 BC              | 24 січня 1968     | КрАО                                       | Черних Людмила Іванівна                                |
| 2246 Бовелл (Bowell)             | 1979 XH              | 14 грудня 1979    | Станція Андерсон-Меса                      | Едвард Бовелл                                          |
| 2247 Хіросіма (Hiroshima)        | 6512 P-L             | 24 вересня 1960   | Паломарська обсерваторія                   | К. Й. ван Гаутен, І. ван Гаутен-Ґроневельд, Т. Герельс |
| 2248 Канда (Kanda)               | 1933 DE              | 27 лютого 1933    | Обсерваторія Гейдельберг-Кеніґштуль        | К. В. Райнмут                                          |
| 2249 Ямамото (Yamamoto)          | 1942 GA              | 6 квітня 1942     | Обсерваторія Гейдельберг-Кеніґштуль        | К. В. Райнмут                                          |
| 2250 Сталінград (Stalingrad)     | 1972 HN              | 18 квітня 1972    | КрАО                                       | Смирнова Тамара Михайлівна                             |
| 2251 Тихов (Tikhov)              | 1977 SU1             | 19 вересня 1977   | КрАО                                       | Черних Микола Степанович                               |
| 2252 CERGA                       | 1978 VT              | 1 листопада 1978  | Коссоль                                    | Коїтіро Томіта                                         |
| 2253 Espinette                   | 1932 PB              | 30 липня 1932     | Вільямс Бей                                | Джордж Ван-Бісбрук                                     |
| 2254 Реквієм (Requiem)           | 1977 QJ1             | 19 серпня 1977    | КрАО                                       | Черних Микола Степанович                               |
| 2255 Цінхай (Qinghai)            | 1977 VK1             | 3 листопада 1977  | Обсерваторія Цзицзіньшань                  | Обсерваторія Червона Гора                              |
| 2256 Wisniewski                  | 4519 P-L             | 24 вересня 1960   | Паломарська обсерваторія                   | К. Й. ван Гаутен, І. ван Гаутен-Ґроневельд, Т. Герельс |
| 2257 Каарина (Kaarina)           | 1939 QB              | 18 серпня 1939    | Турку                                      | Гейккі Алікоскі                                        |
| 2258 Віїпурі (Viipuri)           | 1939 TA              | 7 жовтня 1939     | Турку                                      | Ірйо Вяйсяля                                           |
| 2259 Софіївка (Sofievka)         | 1971 OG              | 19 липня 1971     | КрАО                                       | Б. Бурнашова                                           |
| 2260 Neoptolemus                 | 1975 WM1             | 26 листопада 1975 | Обсерваторія Цзицзіньшань                  | Обсерваторія Червона Гора                              |
| 2261 Кілер (Keeler)              | 1977 HC              | 20 квітня 1977    | Обсерваторія Лік                           | А. Р. Клемола                                          |
| 2262 Мітідіка (Mitidika)         | 1978 RB              | 10 вересня 1978   | Ціммервальдська обсерваторія               | Пауль Вільд                                            |
| 2263 Шеньсі (Shaanxi)            | 1978 UW1             | 30 жовтня 1978    | Обсерваторія Цзицзіньшань                  | Обсерваторія Червона Гора                              |
| 2264 Сабріна (Sabrina)           | 1979 YK              | 16 грудня 1979    | Станція Андерсон-Меса                      | Едвард Бовелл                                          |
| 2265 Вербаандерт (Verbaandert)   | 1950 DB              | 17 лютого 1950    | Королівська обсерваторія Бельгії           | Сильвен Арен                                           |
| 2266 Чайковський (Tchaikovsky)   | 1974 VK              | 12 листопада 1974 | КрАО                                       | Черних Людмила Іванівна                                |
| 2267 Аґассіз (Agassiz)           | 1977 RF              | 9 вересня 1977    | Гарвардська обсерваторія                   | Гарвардська обсерваторія                               |
| 2268 Шмитовна (Szmytowna)        | 1942 VW              | 6 листопада 1942  | Турку                                      | Люсі Отерма                                            |
| 2269 Ефреміана (Efremiana)       | 1976 JA2             | 2 травня 1976     | КрАО                                       | Черних Микола Степанович                               |
| 2270 Яжі (Yazhi)                 | 1980 ED              | 14 березня 1980   | Станція Андерсон-Меса                      | Едвард Бовелл                                          |
| 2271 Кісо (Kiso)                 | 1976 UV5             | 22 жовтня 1976    | Обсерваторія Кісо                          | Хірокі Косаї, Кіїтіро Фурукава                         |
| 2272 Монтесума (Montezuma)       | 1972 FA              | 16 березня 1972   | Паломарська обсерваторія                   | Т. Герельс                                             |
| 2273 Ярило (Yarilo)              | 1975 EV1             | 6 березня 1975    | КрАО                                       | Черних Людмила Іванівна                                |
| 2274 Ерссон (Ehrsson)            | 1976 EA              | 2 березня 1976    | Обсерваторія Квістаберг                    | Клаес-Інґвар Лаґерквіст                                |
| 2275 Куїтлауак (Cuitlahuac)      | 1979 MH              | 16 червня 1979    | Обсерваторія Ла-Сілья                      | Ганс-Еміль Шустер                                      |
| 2276 Варк (Warck)                | 1933 QA              | 18 серпня 1933    | Королівська обсерваторія Бельгії           | Ежен Жозеф Дельпорт                                    |
| 2277 Моро (Moreau)               | 1950 DS              | 18 лютого 1950    | Королівська обсерваторія Бельгії           | Сильвен Арен                                           |
| 2278 Ґетц (Gotz)                 | 1953 GE              | 7 квітня 1953     | Обсерваторія Гейдельберг-Кеніґштуль        | К. В. Райнмут                                          |
| 2279 Барто (Barto)               | 1968 DL              | 25 лютого 1968    | КрАО                                       | Черних Людмила Іванівна                                |
| 2280 Куніков (Kunikov)           | 1971 SL2             | 26 вересня 1971   | КрАО                                       | Смирнова Тамара Михайлівна                             |
| 2281 Бієла (Biela)               | 1971 UQ1             | 26 жовтня 1971    | Гамбурзька обсерваторія                    | Любош Когоутек                                         |
| 2282 Андрес Белло (Andres Bello) | 1974 FE              | 22 березня 1974   | Астрономічна станція Серро Ель Робле       | Карлос Торрес                                          |
| 2283 Бунке (Bunke)               | 1974 SV4             | 26 вересня 1974   | КрАО                                       | Журавльова Людмила Василівна                           |
| 2284 Сан-Хуан (San Juan)         | 1974 TG1             | 10 жовтня 1974    | Астрономічний комплекс Ель-Леонсіто        | Обсерваторія Фелікса Аґілара                           |
| 2285 Рон Гелін (Ron Helin)       | 1976 QB              | 27 серпня 1976    | Паломарська обсерваторія                   | Ш. Дж. Бас                                             |
| 2286 Фесенков (Fesenkov)         | 1977 NH              | 14 липня 1977     | КрАО                                       | Черних Микола Степанович                               |
| 2287 Калмикія (Kalmykia)         | 1977 QK3             | 22 серпня 1977    | КрАО                                       | Черних Микола Степанович                               |
| 2288 Каролінум (Karolinum)       | 1979 UZ              | 19 жовтня 1979    | Обсерваторія Клеть                         | Ладіслав Брожек                                        |
| 2289 МакМіллан (McMillan)        | 6567 P-L             | 24 вересня 1960   | Паломарська обсерваторія                   | К. Й. ван Гаутен, І. ван Гаутен-Ґроневельд, Т. Герельс |
| 2290 Гелфріч (Helffrich)         | 1932 CD1             | 14 лютого 1932    | Обсерваторія Гейдельберг-Кеніґштуль        | К. В. Райнмут                                          |
| 2291 Кево (Kevo)                 | 1941 FS              | 19 березня 1941   | Турку                                      | Люсі Отерма                                            |
| 2292 Сейлі (Seili)               | 1942 RM              | 7 вересня 1942    | Турку                                      | Ірйо Вяйсяля                                           |
| 2293 Герніка (Guernica)          | 1977 EH1             | 13 березня 1977   | КрАО                                       | Черних Микола Степанович                               |
| 2294 Андроніков (Andronikov)     | 1977 PL1             | 14 серпня 1977    | КрАО                                       | Черних Микола Степанович                               |
| 2295 Матусовський (Matusovskij)  | 1977 QD1             | 19 серпня 1977    | КрАО                                       | Черних Микола Степанович                               |
| 2296 Куґультінов (Kugultinov)    | 1975 BA1             | 18 січня 1975     | КрАО                                       | Черних Людмила Іванівна                                |
| 2297 Дагестан (Daghestan)        | 1978 RE              | 1 вересня 1978    | КрАО                                       | Черних Микола Степанович                               |
| 2298 Сендіжон (Cindijon)         | A915 TA              | 2 жовтня 1915     | Обсерваторія Гейдельберг-Кеніґштуль        | Макс Вольф                                             |
| 2299 Ханко (Hanko)               | 1941 SZ              | 25 вересня 1941   | Турку                                      | Ірйо Вяйсяля                                           |
| 2300 Стеббінс (Stebbins)         | 1953 TG2             | 10 жовтня 1953    | Обсерваторія Ґете Лінка                    | Університет Індіани                                    |

| Астероїди 1—10000 → |           |           |           |           |           |           |           |           |            |
| 1—100               | 1001—1100 | 2001—2100 | 3001—3100 | 4001—4100 | 5001—5100 | 6001—6100 | 7001—7100 | 8001—8100 | 9001—9100  |
| 101—200             | 1101—1200 | 2101—2200 | 3101—3200 | 4101—4200 | 5101—5200 | 6101—6200 | 7101—7200 | 8101—8200 | 9101—9200  |
| 201—300             | 1201—1300 | 2201—2300 | 3201—3300 | 4201—4300 | 5201—5300 | 6201—6300 | 7201—7300 | 8201—8300 | 9201—9300  |
| 301—400             | 1301—1400 | 2301—2400 | 3301—3400 | 4301—4400 | 5301—5400 | 6301—6400 | 7301—7400 | 8301—8400 | 9301—9400  |
| 401—500             | 1401—1500 | 2401—2500 | 3401—3500 | 4401—4500 | 5401—5500 | 6401—6500 | 7401—7500 | 8401—8500 | 9401—9500  |
| 501—600             | 1501—1600 | 2501—2600 | 3501—3600 | 4501—4600 | 5501—5600 | 6501—6600 | 7501—7600 | 8501—8600 | 9501—9600  |
| 601—700             | 1601—1700 | 2601—2700 | 3601—3700 | 4601—4700 | 5601—5700 | 6601—6700 | 7601—7700 | 8601—8700 | 9601—9700  |
| 701—800             | 1701—1800 | 2701—2800 | 3701—3800 | 4701—4800 | 5701—5800 | 6701—6800 | 7701—7800 | 8701—8800 | 9701—9800  |
| 801—900             | 1801—1900 | 2801—2900 | 3801—3900 | 4801—4900 | 5801—5900 | 6801—6900 | 7801—7900 | 8801—8900 | 9801—9900  |
| 901—1000            | 1901—2000 | 2901—3000 | 3901—4000 | 4901—5000 | 5901—6000 | 6901—7000 | 7901—8000 | 8901—9000 | 9901—10000 |